# Voetbalkampioenschap van Saale-Elster 1931/32
In 1931/32 werd het vijftiende voetbalkampioenschap van Saale-Elster gespeeld, dat georganiseerd werd door de Midden-Duitse voetbalbond. Weißenfelser FV Schwarz-Gelb 03 werd kampioen en plaatste zich voor de Midden-Duitse eindronde. De club verloor van SC Wasungen 1908.

## Gauliga
| Plaats | Club                            | Wed. | W  | G | V  | Saldo | Ptn.  |
| ------ | ------------------------------- | ---- | -- | - | -- | ----- | ----- |
| 1.     | Weißenfelser FV Schwarz-Gelb 03 | 18   | 12 | 4 | 2  | 56:21 | 28:8  |
| 2.     | TuRV 1861 Weißenfels            | 18   | 10 | 4 | 4  | 48:35 | 24:12 |
| 3.     | Naumburger SpVgg 05             | 18   | 9  | 5 | 4  | 39:18 | 23:13 |
| 4.     | SC 24 Grana/Zeitz               | 18   | 10 | 3 | 5  | 42:28 | 23:13 |
| 5.     | Naumburger BC 1920              | 18   | 7  | 5 | 6  | 44:36 | 19:17 |
| 6.     | SC 1903 Weißenfels              | 18   | 6  | 2 | 10 | 33:54 | 14:22 |
| 7.     | SV Teuchern 1910                | 18   | 5  | 3 | 10 | 34:39 | 13:23 |
| 8.     | SpVgg 1910 Zeitz                | 18   | 5  | 3 | 10 | 34:45 | 13:23 |
| 9.     | Zeitzer BC 1903                 | 18   | 4  | 4 | 10 | 37:58 | 12:24 |
| 10.    | SV Blau-Gelb 07 Weißenfels      | 18   | 5  | 1 | 12 | 29:62 | 11:25 |

|  | Kampioen, geplaatst voor Midden-Duitse eindronde |
|  | Degradatie                                       |